# Федеральне міністерство закордонних справ і європейської інтеграції Австрії
Федеральне міністерство Європи, інтеграції та закордонних справ Австрії (нім. Bundesministerium für Europa, Integration und Äußere, абревіатура BMEIA, скорочено Außenministerium) — міністерство закордонних справ країни, підрозділ австрійського федерального уряду, що відповідає за зовнішню політику країни, її дипломатичне представництво на міжнародній арені, особливо в межах Європейського Союзу. З 3 березня 2025 року міністром закордонних справ Австрії в уряді Крістіана Штокера є Беата Майнль-Райзінгер.

## Компетенція
1 березня 2007 року колишнє Федеральне міністерство закордонних справ (Bundesministerium für auswärtige Angelegenheiten, BMaA) перейменували на «Федеральне міністерство європейських та міжнародних справ», яке, станом на 1 березня 2014 року, змінено на «Федеральне міністерство для Європи, інтеграції та іноземних справ». Воно відповідає за різні питання, що стосуються зовнішньої політики Австрії й відносин, включно з питаннями міжнародного публічного права, договорів та міжнародного представництва Австрії в інших державах, а також міжнародних організаціях. Це гранти для підтримки австрійських громадян, які перебувають або проживають за кордоном, та іноземної допомоги шляхом договорів про взаємну правову допомогу. Міністерство також відповідальне за економічну інтеграцію, право Європейського Союзу, австрійські відносини у Центральній і Східній Європі та Співдружності незалежних держав), а також допомогу в цілях розвитку. Воно відповідає за питання Міжнародного агентства з атомної енергії зі штаб-квартирою у Відні, Верховного комісаріату Організації Об'єднаних Націй у справах біженців і Міжнародного Червоного Хреста.
Дипломатична академія Відня, що раніше входила до складу Міністерства, з 1996 року утворює автономну організацію.